# 志木沢郁
志木沢 郁（しぎさわ かおる、1955年 - ）は、日本の小説家。東京都出身。早稲田大学教育学部国語国文学科卒業。

## 概要
2003年、「嶋左近戦記　信貴山妖変」で第2回「ムー伝奇ノベル大賞」優秀賞を受賞し、デビュー。
以後、戦国武将を主人公とした歴史小説や、江戸時代を舞台とした時代小説を多数発表する。また、時代小説を発表する際は、一時期「湊谷卓生」という別名義で歴史小説と区別していた。
「著者紹介」によれば、能（金春流）、狂言（和泉流）、弓道（日置流）などに親しむとあり、作中にも能や弓のシーンが登場することが多い。

## 作品
歴史小説
- 嶋左近戦記　信貴山妖変（学研M文庫、2003年）
- 立花宗茂（学研M文庫、2004年）
- 結城秀康（学研M文庫、2005年）
- 上杉謙信（学研M文庫、2006年）
- 可児才蔵（学研M文庫、2007年）
- 豊臣秀長（学研M文庫、2008年）
- 真田信之（学研M文庫、2009年）
- 前田利家（学研M文庫、2010年）
- 佐竹義重・義宣（学研M文庫、2011年）
- 仙石秀久、戦国を駆ける（PHP文庫、2016年）
- 光秀　叛逆の血脈（コスミック時代文庫、2018年）

時代小説
- 邪神―ご制外新九郎風月行（学研M文庫、2012年）湊谷卓生名義
- 死を売る男―ご制外新九郎風月行（学研M文庫、2012年）湊谷卓生名義
- 剣客定廻り 浅羽啓次郎―旗本同心参上（コスミック時代文庫、2015年）
- 剣客定廻り 浅羽啓次郎―非番にござる（コスミック時代文庫、2016年）
- 剣客定廻り 浅羽啓次郎―奉行の宝刀（コスミック時代文庫、2016年）
- 見習い同心捕物帳　深紅の影（角川文庫、2018年）
- 食いしんぼう同心 謎を食らわば皿まで（角川文庫、2018年）
- 火盗改宇佐見伸介 黒房の十手 (徳間文庫、2019年)